# أكسل غيد
أكسل غيد (بالدنماركية: Axel W. Gade)‏ هو ملحن دنماركي، ولد في 28 مايو 1860، وتوفي في 9 نوفمبر 1921.

## وصلات خارجية
- أكسل غيد على موقع ميوزك برينز (الإنجليزية)